# Oskar Kohnstamm
Oskar Felix Kohnstamm (Pfungstadt, 13 aprile 1871 – Francoforte sul Meno, 6 novembre 1917) è stato uno psichiatra e neurologo tedesco.

## Biografia
La sua carriera di psichiatra e neurologo indipendente iniziò quando sua moglie Eva, figlia di Johannes Gad, accettò di ospitare pazienti depressivi nella sua casa, pazienti dei quali ella curava i figli e si occupava di lavori domestici. In seguito, Kohnstamm e la moglie decisero di costruire un piccolo sanatorio per trattare questi pazienti. La casa, costruita in stile Jugendstil, fu inaugurata nel 1905 e fu ampliata nel 1912. Kohnstamm utilizzò spesso l'ipnosi come metodo di cura dei suoi pazienti, pur non essendo  fervido sostenitore di Sigmund Freud.
Tra i suoi pazienti vi erano tre giovani uomini che sarebbero diventati successivamente famosi: il pittore Ernst Ludwig Kirchner (1880-1938), l'attore Alexander Moissi (1879-1935) e il direttore Otto Klemperer (1885-1973).
Anche il drammaturgo Carl Sternheim (1878-1942) fu suo paziente nel sanatorio, durante la prima guerra mondiale. I poeti Stefan George, Karl Wolfskehl, l'archeologo Botho Graef e l'architetto Henry van de Velde furono suoi amici. Gertrude Kingston era sua cugina invece Phyllis Konstam fu sua nipote.